# Awer Mabil
Awer Bul Mabil (født 15. september 1995 i Kakuma) er en professionel australsk-sydsudansk fodboldspiller, der spiller for Cádiz CF.

## Karriere
Den 20. juli 2015 skiftede Awer Mabil til FC Midtjylland. Han fik sin debut i Superligaen den 16. oktober, da han blev skiftet ind i det 82. minut i stedet for Daniel Royer i 2-1-sejren hjemme over Randers FC.
Han skiftede den 5. august 2016 til Esbjerg fB på en etårig lejeaftale.
Den 7. juli 2017 blev han udlejet til F.C. Paços de Ferreira i Portugal. I 2018 vendte han tilbage til FCM på en 4-årig kontrakt.